# ツール・ド・フランス1988
ツール・ド・フランス1988は、ツール・ド・フランスとしては75回目の大会。1988年7月4日から7月24日まで、全21ステージで行われた。

## みどころ
前年、トリプルクラウンを達成したステファン・ロッシュは膝の故障により欠場となった。
昨年の大会で総合優勝寸前まで上り詰めたジャンフランソワ・ベルナールが、グレッグ・レモンのPDM移籍に伴い、真の東芝のエースとして今大会に挑む。対するはローラン・フィニョンと、下馬評ではフランス人選手同士のマイヨ・ジョーヌ争いが期待された。しかし、全くその通りにはいかず、フランス人を大いに落胆させることとなる。

## 今大会の概要
序盤である第2ステージのチームタイムトライアルで昨年に引き続き、またしてもフィニョンが大ブレーキ。この時点で早くもフィニョンの総合優勝は無理という流れに。
一方、昨年の当大会では個人タイムトライアルで2勝を挙げたベルナールも今大会は不調で、上位に食い込みたかった第6ステージの個人タイムトライアルでは区間9位。総合でも5位にとどまる。
第8ステージを終えて、マイヨ・ジョーヌはスティーブ・バウアーとなるも、11位のペドロ・デルガドまで1分台の差。続くアルプスステージが大きなヤマ場となった。
アルプスに入ってもしばらくはお互い、探り合いのような状況が続いたが、期待のフィニョン、ベルナールは苦戦の連続。そして本格的に動きが見られたのは第12ステージのラルプ・デュエズゴール。
このステージにおいて、フィニョンがついにリタイア。ベルナールもこの区間だけで、区間優勝のスティーブン・ルークスに対し22分4秒差という、区間82位の大惨敗を喫する中、デルガドはルークスに23秒差の区間3位でフィニッシュ。ここでマイヨはデルガドの手に渡った。バウアーは総合2位に後退はしたが、デルガドとは25秒差。同3位パラ1分20秒差、同4位ルークス1分38秒差。同5位ルイス・エレラ2分25秒差と、上位陣はほとんどがクライマー。
第13ステージの個人タイムトライアル。大方の予想を覆し、デルガドが区間優勝。ここで総合2位ルークスに2分47秒の差をつける。ここでのデルガドの区間優勝がひいては総合優勝に大きくモノを言うことになる。
デルガドは第14・15ステージでも着実にライバルに差を広げた。この時点でルークスに4分6秒差。このあとの山岳ステージは第19ステージしかないため、早くもデルガドの優勝は決まりという声が大きくなった。一方、第15ステージではベルナールがついにリタイアした。
デルガドはさらにその後も優位にレースを進め、終わってみれば2位のルークスに7分以上の差をつける完勝。もともとは単なるクライマーと見られていたデルガドが、今大会は総合的な力を発揮して見事総合優勝を勝ち取った。

## 総合成績
| 順位 | 選手名                     | 国籍           | チーム                 | 時間        |
| ---- | -------------------------- | -------------- | ---------------------- | ----------- |
| 1    | ペドロ・デルガド           | スペイン       | レイノルズ             | 84h 27' 53" |
| 2    | スティーブン・ルークス     | オランダ       | PDM                    | 7' 13"      |
| 3    | ファビオ・パラ             | コロンビア     | ケルメ                 | 9' 58"      |
| 4    | スティーブ・バウアー       | カナダ         | ワインマン             | 12' 15"     |
| 5    | エリック・ボワイエ         | フランス       | システムU              | 14' 04"     |
| 6    | ルイス・エレラ             | コロンビア     | カフェ・ド・コロンビア | 14' 36"     |
| 7    | ロナン・パンセック         | フランス       | Z                      | 16' 52"     |
| 8    | アルバロ・ピノ             | スペイン       | B.H.                   | 18' 36"     |
| 9    | ペーター・ウィネン         | オランダ       | パナソニック           | 19' 12"     |
| 10   | デニ・ロー                 | フランス       | Z                      | 20' 08"     |
| 11   | ヘルトヤン・テュニス       | オランダ       | PDM                    | 22' 46"     |
| 12   | エリック・ブロイキンク     | オランダ       | パナソニック           | 23' 06"     |
| 13   | ロデリーノ・クビーノ       | スペイン       | B.H.                   | 23' 46"     |
| 14   | クロード・クリケリオン     | ベルギー       | 日立                   | 24' 32"     |
| 15   | アンドリュー・ハンプステン | アメリカ合衆国 | セブンイレブン         | 26' 00"     |
| 16   | マリノ・レハレタ           | スペイン       | カハ ルラル            | 26' 36"     |
| 17   | パスカル・シモン           | フランス       | システムU              | 28' 39"     |
| 18   | エリック・カリトゥー       | フランス       | カス                   | 29' 04"     |
| 19   | ジェローム・シモン         | フランス       | Z                      | 30' 55"     |
| 20   | ラウル・アルカラ           | メキシコ       | セブンイレブン         | 31' 14"     |